# Gorgoniusz
Gorgoniusz – imię męskie pochodzenia greckiego, oznaczające „straszliwy”. Patronem tego imienia jest święty Gorgoniusz, wspominany razem ze św. Doroteuszem. 
Gorgoniusz imieniny obchodzi 9 września.
Żeński odpowiednik: Gorgonia.